# Llorenç Perramon i Playà
Llorenç Perramon i Playà (Manresa, 1895 - Mèxic ?) va ser un periodista, acadèmic i polític català. Va ser col·laborador del diari El Dia i acadèmic numerari de l'Acadèmia de Belles Lletres Catalanes. Membre d'Acció Catalana, va formar part de la Junta de Govern Republicana Provisional de Manresa el 1931 i va promoure la primera commemoració de les Bases de Manresa. Durant la Guerra Civil espanyola, va ser secretari general del Comitè Central de Milícies i Cap dels Serveis Generals de la Conselleria de Defensa. Exiliat a Mèxic el 1939, va ser objecte d'un expedient per la seva vinculació a la maçoneria, que es va arxivar després de la seva arribada.